# Győző Halmos
Győző Haberfeld (13 giugno 1889 – 1945) è stato un ginnasta ungherese.

## Palmarès

### Olimpiadi
- 1 medaglia:
  - 1 argento (Stoccolma 1912 nel concorso a squadre)